# 萊克蒙特 (紐約州)
萊克蒙特（英語：Lakemont）是位於美國紐約州耶芝縣的非建制地區。

## 歷史
萊克蒙特的郵局自1901年營運至今。

## 地理
萊克蒙特所處的海拔為高於海平面263米（即863英呎），而該地所採用的時區為UTC-5，即北美东部时区（EST）。同時該地設有夏令時間，為UTC-5調快一小時，即UTC-4（EDT）。